# Kirgizische Autonome Socialistische Sovjetrepubliek (1920-1925)
De Kirgizische Autonome Socialistische Sovjetrepubliek (Russisch: Киргизская Автономная Социалистическая Советская Республика) of Kirgizische ASSR (Russisch: Киргизская АССР) was een autonome republiek van de Sovjet-Unie.
De Kirgizische Autonome Socialistische Sovjetrepubliek ontstond in 1920 uit het gebied van de Bukej Horde, het gouvernement Orenburg, het Gouvernement Omsk van de RSFSR,  de oblast Transkaspië en Autonoom Alaş. Op 17 januari 1921 werd door het Heel-Russisch Centraal Uitvoerend Comité het gouvernement Omsk in de ASSR opgenomen. Op 12 januari 1922 werd het gebied van de stad Isilkul in de autonome socialistische sovjetrepubliek op. In 1924 ging het gouvernement Dzjetysoej in deze autonome socialistische sovjetrepubliek op. In 1925 werd de autonome socialistische sovjetrepubliek hernoemd tot de Kazachse Autonome Socialistische Sovjetrepubliek.